# La Jaudonnière

La Jaudonnière este o comună în departamentul Vendée, Franța. În 2009 avea o populație de 583 de locuitori.